# Хавкин, Борис Львович
Бори́с Льво́вич Ха́вкин (род. 18 октября 1954, Москва, СССР) — советский, российский историк, специалист в области истории Германии XX века, новейшей истории российско-германских отношений, истории национал-социализма, истории антигитлеровского Сопротивления, истории немецких евреев. Доктор исторических наук (2016). Профессор кафедры зарубежного регионоведения и внешней политики Историко-архивного института Российского государственного гуманитарного университета. Член редколлегии и редактор отдела журнала «Новая и новейшая история». Член экспертного совета Высшей аттестационной комиссии (ВАК) РФ по истории (с 28.04.2018). Автор свыше 150 научных и учебно-методических работ.

## Биография
Борис Львович Хавкин родился 18 октября 1954 года в Москве (РСФСР, СССР). Внук Матвея Хавкина, первого руководителя Еврейской автономной области.
С 1977 по 1982 год — учитель истории в средней школе.
В 1986 году защитил в МОПИ имени Н. К. Крупской диссертацию на соискание учёной степени кандидата исторических наук по теме «Борьба КПГ против политики милитаризации Германии 1933—1939 гг.» (специальность 07.00.03 — всеобщая история).
С 1990 года — работа в редакции журнала «Новая и новейшая история», РАН): редактор отдела германской истории, член редколлегии журнала.
С 2007 года — профессор Историко-архивного института РГГУ Российского государственного гуманитарного университета.
В 2015 года защитил в РГГУ диссертацию на соискание учёной степени доктора исторических наук по теме «Немецкое антигитлеровское Сопротивление 1933—1945 гг. как фактор международных отношений» (специальность 07.00.15 — история международных отношений и внешней политики).
С 2018 года — член экспертного совета Высшей аттестационной комиссии (ВАК) РФ по истории.

## Членство в общественных организациях
- Академия военных наук Российской Федерации (профессор, 2005)
- Союз журналистов России
- Международная ассоциация журналистов
- Ассоциация российских историков-германистов

## Сфера научных интересов
История Германии XX века, новейшая история российско-германских отношений, история национал-социализма, история антигитлеровского Сопротивления, история немецких евреев.

## Основные публикации

### Монографии
- Бланк А. С., Хавкин Б. Л. Вторая жизнь фельдмаршала Паулюса. — М.: 1990.
- Boris Khavkin. Verflechtungen der deutschen und russischen Zeitgeschichte. Aufsätze und Archivfunde zu den Beziehungen Deutschlands und der Sowjetunion von 1917 bis 1991. — Stuttgart: 2007.
- Хавкин Б. Л. Россия и Германия. 1900—1945: сплетение истории. — М.: 2014.
- Хавкин Б. Л. Рейхсфюрер СС Гиммлер. Второй после Гитлера. — М.: 2014.
- Хавкин Б. Л. Германский национал-социализм и антигитлеровское сопротивление. — М.: 2017.
- Хавкин Б. Л. Расизм и антисемитизм в гитлеровской Германии. Антинацистское сопротивление немецких евреев. — М.: 2018[11].
- Хавкин Б. Л. Нацизм. Третий рейх. Сопротивление. — Москва: Изд-во «Товарищество научных изданий КМК», 2023. — 378 с.
- Хавкин Б. Л. Заговор. Немцы против Гитлера. — СПб. : Нестор-История, 2024. — 272 с.

### Учебные пособия
- Хавкин Б. Л. (в соавт.) Зарубежное россиеведение. Учебное пособие / Под ред. А. Б. Безбородова. — М.: РГГУ, 2015. — 576 с. (Глава «Германские исследования в России».) — ISBN 978-5-392-16298-7
- * Альтман И. А., Хавкин Б. Л. Национал-социализм, Холокост и антигитлеровское сопротивление в Германии (1933—1939). Материалы к спецкурсу для студентов РГГУ. — М.: МИК. 2020. — 152 с.
  - Рец. на кн.: Всеволодов Владимир. Противостоять попыткам пересмотра итогов Второй мировой // Независимое военное обозрение, 22.10.2020.
  - Рец. на кн.: Стрелец М. В. Серьезный вклад в формирование культуры исторической памяти // Журнал «Историческая экспертиза». 2020.

### Монографии
- Hagen Schulze[нем.]. Kleine deutsche Geschichte. — München: 2001. (Хаген Шульце. Краткая история Германии / Пер. с нем. Б. Л. Хавкина и В. А. Брун-Цехового. — М.: 2004).
- Leonid Luks. Geschichte Russlands und der Sowjetunion von Lenin bis Jelzin. — Regensburg: 2000. (Леонид Люкс. История России и Советского Союза от Ленина до Ельцина / Пер. с нем. Б. Л. Хавкина . — М.: 2009)[12]
- Люкс Л. Стремление к «органическому» единству нации и «еврейский вопрос» в публицистике Ф. М. Достоевского и Г. фон Трейчке [Текст] / Пер. с нем. Б. Л. Хавкина // Вопросы философии. 2012. № 6. С. 159—172.
- Люкс Л. Сергей Булгаков о религиозном смысле революционных и тоталитарных идеологий / Пер. с нем. Б. Л. Хавкина // Соблазны утопизма: споры «первой» русской эмиграции о причинах и последствиях тоталитарных революций XX века. — Айхштетт: 2015. № 2.

### Сборники
- Расплата. Третий рейх. Падение в пропасть (в соавт. с Д. Е. Мельниковым, Л. Б. Чёрной, Г. Л. Розановым и др.). — М.: 1994.
- Die vergessene Front. Der Osten 1914/1915 (mit der Koautoren). — München: 2006.
- Хавкин Б. Л. Предисловие // Граф Карл-Ханс фон Харденберг. Одна из судеб немецкого Сопротивления. — М.: 2007.
- Хавкин Б. Л., Божик К. Б. Российское зеркало германской истории. XX век. — М.: 2021.

### Публикации источников
- Советские тексты тайных протоколов к пакту Молотова — Риббентропа (по-русски и по-немецки) / Публ. Б. Л. Хавкина // Новая и новейшая история. 1993. № 1.
- «Тайна Кента»: судьба советского разведчика Анатолия Гуревича / Публ. Б. Хавкина и Ю. Зори // Новая и новейшая история. 1993. № 5.
- Neue Quellen zu der «Roten Kapelle» aus Moskauer Archiven (zusammen mit H.Coppi und J.Zorja). — Berlin: 1994.
- Письма Эрнста Тельмана Сталину и Молотову 1939—1941 из Архива Президента РФ / Публ. Б. Л. Хавкина // Новая и новейшая история. 1996. № 6.
- Briefe Ernst Thaelmanns an Stalin und Molotow 1939—1941 // Marxistische Blätter, 1998. № 1.
- Neue Quellen über den sowjetischen Aufklärer Richard Sorge aus russischen Archiven (zusammen mit A.Fesyn) // Forum für osteuropäische Ideen-und Zeitgeschichte. 2000. № 1.
- Neue russische Archivquelle zur Geschichte des 20.Juli 1944 in Deutschland. «Eigenhändige Aussagen von Major i.G. Joachim Kuhn» (zusammen mit A.Kalganow) // Forum für osteuropäische Ideen-und Zeitgeschichte. 2001. № 2. 2002. № 1.
- Документы ЦА ФСБ России о заговоре против Гитлера 20 июля 1944 г.: показания майора германского генштаба Куна / Публ. Б. Л. Хавкина // Новая и новейшая история. 2002. № 3.

### Статьи и очерки
- Хавкин Б. Л. Рейхсфюрер СС Гиммлер // Новая и новейшая история. 1991. № 1.
- Boris Khavkin. Deutsche Kriegsgefangene in der Sowjetunion // Europäische Sicherheit. 1995. № 11.
- Boris Khavkin. Die deutschen Kriegsgefangenen in der Sowjetunion 1941—1955 // Forum für osteuropäische Ideen-und Zeitgeschichte. 1997. № 2.
- Хавкин Б. Л. Германские генералы в советском плену // Человек. 1999. № 2.
- Zur Vorgeschichte der sowjetisch-deutschen Verträge von 1939 // Moskauer Deutsche Zeitung. 02.10.2002.
- Хавкин Б. Л. Гитлер и Сталин против майора Куна. История о человеке, который готовил взрывчатку для нацистского диктатора, а стал советским зэком // Новое время. 2002. № 12.
- Хавкин Б. Л. Новые документы о заговоре Штауффенберга // Поиск исторической правды. М.: 2003.
- Хавкин Б. Л. Жаркое лето 1953 г. в Берлине // Новая и новейшая история. 2004. № 2.
- Хавкин Б. Л. Фельдмаршал Паулюс и генерал артиллерии Зайдлиц в советском плену // Россия и Германия. Вып. 3. M.: 2004.
- Хавкин Б. Л. Фюрера пытались убить много раз // Независимое военное обозрение. 2004. № 28.
- Хавкин Б. Л. Заговор против Гитлера // Родина. 2004. № 6.
- Хавкин Б. Л. Провал операции Валькирия // Военная мысль. 2004. № 7.
- Boris Khavkin. «Die Vorbereitung des 20. Juli 1944 im Spiegel sowjetischer Quellen — Neue Dokumente zum Fall Joachim Kuhn» // Gedenkstätte Deutscher Widerstand. — Berlin: 2004.
- Boris Khavkin. «Die russische Kriegführung an der Ostfront bis Ende 1915». — 46. Internationale Tagung für Militärgeschichte. «Die vergessene Front — der Osten 1914/15. Ereignis, Wirkung, Nachwirkung». — Berlin: 2004.
- Boris Khavkin. Der deutsche Widerstand gegen den Nationalsozialismus 1933—1945 // Deutsch kreativ. 2005. № 2.
- Boris Khavkin. Major Kuhn. Ein unbekanntes Mitglied des deutschen Widerstandes vom.20.Juli 1944 // Militärgeschichte. 2005. № 3.
- Хавкин Б. Л. Графа Мирбаха убили чекисты // Независимое военное обозрение. 2005. № 24.
- Хавкин Б. Л. Фельдмаршал «Сатрап» и генерал «Презус» // Независимое военное обозрение. 2006. № 4.
- Хавкин Б. Л. «Искать, но не найти» // Родина. 2006. № 5.
- Хавкин Б. Л. Фридрих Паулюс в советском плену // История и обществознание для школьников. 2006. № 4.
- Хавкин Б. Л. Вермахт и немецкое антигитлеровское Сопротивление // Преподавание истории и обществознания в школе. 2007. № 3.
- Хавкин Б. Л. Вилли Леман — советский агент в гестапо // Новая и новейшая история. 2007. № 5 (в соавт. с М. Улем).
- Хавкин Б. Л. Германское консервативное Сопротивление и Россия // Копелевские чтения 2012. Россия и Германия: диалог культур. Сб. статей. — Липецк: 2012.
- Хавкин Б. Л. Сопротивление на Восточном фронте и генерал Х. фон Тресков // Новая и новейшая история. 2013. № 1.
- Хавкин Б. Л. Итальянский фашизм и германский национал-социализм // Берегиня • 777 • Сова, 2014, № 4 (33).
- Хавкин Б. Л. Национальный комитет «Свободная Германия» и попытка создания немецкого антигитлеровского правительства // Новая и новейшая история". 2015. № 4.
- Хавкин Б. Л. Немецкое антигитлеровское Сопротивление между СССР и США // Вестник РГГУ. Серия «Политология. История. Международные отношения. Зарубежное регионоведение. Востоковедение». 2015. № 2.
- Хавкин Б. Л. «Последний фюрер». Почему гросс-адмирал Дениц избежал смертного приговора на Нюрнбергском процессе? // Родина. 1.12.2015
- Хавкин Б. Л. Немецкое антигитлеровское Сопротивление 1933—1945 гг. // Актуальные проблемы истории Второй мировой и Великой Отечественной войн. — Воронеж: 2016.
- Хавкин Б. Л. Немецкое антигитлеровское Сопротивление и союзники по антигитлеровской коалиции // Преподавание истории и обществознания в школе. 2017. № 3.
- Хавкин Б. Л. Немецкие евреи в годы гитлеровского режима // Новая и новейшая история. 2018. № 3.
- Хавкин Б. Л. Беженцев из рейха никто не хотел принимать. Эвианская конференция 1938 г. открыла путь к Холокосту // Независимое военное обозрение. 2018. № 24.
- Хавкин Б. Л. Падение Третьего рейха было неизбежным. К 75-летию создания Национального комитета Свободная Германия // Независимое военное обозрение. 2018. № 25.
- Хавкин Б. Л. Могли ли немцы спасти царскую семью? // Родина. 2018. № 7.
- Хавкин Б. Л. «Люци» и «Цитадель» // Новая и новейшая история. 2019. № 1. С. 153—165.
- Хавкин Б. Л. Германия и судьба царской семьи в 1917—1918 гг. // Российская история. 2019. № 2. С. 130—141.
- Хавкин Б. Л. Майор Кун: судьба заговорщика // Дилетант. 2020. № 49 (январь 2020). С. 50—55.